# Marjorie Agosín
Marjorie Agosín Halpern (* 15. Juni 1955 in Bethesda, Maryland; † 10. März 2025 in Wellesley, Massachusetts) war eine chilenisch-US-amerikanische Schriftstellerin.

## Leben
Marjorie Agosín wurde im Sommer 1955 in Bethesda, Maryland, in eine chilenische Familie jüdischen Glaubens geboren. Drei Monate nach ihrer Geburt zogen ihre Eltern mit ihr nach Santiago de Chile, wo sie ihre Kindheit verbrachte. Dort lebte die Familie im Stadtteil Ñuñoa und unternahm lange Sommeraufenthalte an der Küste südlich von Valparaíso. Agosín wuchs zweisprachig in Spanisch und Hebräisch auf und besuchte das private Instituto Hebreo in Lo Barnechea. Angesichts der politischen Spannungen in Chile kehrten ihre Eltern 1969 in die Vereinigten Staaten zurück, während Agosín bei ihren Großeltern in Chile blieb und dort ihre Schulbildung beendete. 1971 kehrte auch sie in die Vereinigten Staaten zurück und nahm ein Studium der Philosophie an der University of Georgia auf, wo ihr Vater Moisés Agosín einen Ruf auf den Lehrstuhl für Biochemie angenommen hatte. Danach setzte sie ihr Studium mit einer Promotion in lateinamerikanischer Literatur an der Indiana University Bloomington fort, die sie 1982 erfolgreich abschloss. Ihre Doktorarbeit setzte sich mit der chilenischen Schriftstellerin María Luisa Bombal auseinander. 1982 wurde sie auf eine Professur für Hispanistik am Wellesley College berufen. Dort wurde sie 2021 zur Andrew-Mellon-Professorin ernannt. Wenngleich sie ihren Lebensmittelpunkt in den Vereinigten Staaten hatte, reiste Agosín regelmäßig nach Chile. Sie war verheiratet und hatte zwei Kinder.
In den 1980er Jahren trat Agosín erstmals als Schriftstellerin in Erscheinung. Fast ausschließlich schrieb sie ihre Texte in Spanisch; oftmals wurden ihre Werke aber bald ins Englische übersetzt, teils erschienen ihre Texte direkt in zweisprachigen Ausgaben. Hauptsächlich verfasste Agosín Lyrik, publizierte unter anderem aber auch Kurzgeschichten, Memoiren und Kinder- und Jugendliteratur. Zudem betätigte sie sich auch als Herausgeberin und Literaturkritikerin. Wesentlich beeinflusst ist ihr Werk von ihrer lateinamerikanisch-jüdischen Identität; zu ihren Vorbildern zählen Gabriel García Márquez, Pablo Neruda und María Luisa Bombal. Oftmals treffen ihre Werke eine humanitarische Note. Elizabeth Horan nennt als „wiederkehrende Motive“ in Agosíns Werk „Erfahrungen von Liebe und Verlust, den Kampf und Menschenrechte und den Versuch, die weibliche Erfahrung von innen abzubilden.“ Einige ihrer Bücher behandeln die Erfahrungen von Frauen unter den südamerikanischen Militärdiktaturen in Südamerika, wie den arpilleristas in Chile oder den Madres de Plaza de Mayo in Argentinien. Das Leben ihrer Mutter in Chile verarbeitete sie in einem Memoir. Auch das Leben und die Erfahrungen anderer Familienmitglieder sowie das Leben Anne Franks griff sie in ihrem Schaffen auf. Als Kritikerin und Herausgeberin wirkte sie insbesondere zur Literatur lateinamerikanisch-jüdischer Schriftstellerinnen sowie zum Thema Menschenrechte.

## Ehrungen
- 1988: Good Neighbor Award[2]
- 1995: Letras de Oro Prize[2]
- 1995: Latino Literary Prize für Toward the Splendid City[6]
- 1998: United Nations Leadership Award for Human Rights[6]
- 2001: Aufnahme in die Academia Chilena de la Lengua[4]
- 2002: Orden al Mérito Docente y Cultural Gabriela Mistral[6]
- 2004: National Mujer Award[2]
- 2007: Ehrendoktorwürde der Wesleyan University[4]
- 2007: International Latino Book Award für das beste spanischsprachige Gedichtband für Among the Angels of Memory / Entre los Ángeles de la Memoria
- 2009: Ehrendoktorwürde der Case Western Reserve University[4]
- 2010: International Latino Book Award für Of Earth and Sea[4]
- 2013: Fritz Reidlich Award for Human Rights[4]
- 2015: Ehrendoktorwürde des Union College[4]
- 2015: Sydney Taylor Notable Book Award für I Lived on Butterfly Hill[4]
- 2015: International Latino Book Award für I Lived on Butterfly Hill[6]
- 2015: Pura Belpré Award für I Lived on Butterfly Hill[4]
- 2018: Ehrendoktorwürde der Washington and Lee University[4]
- 2019: Lifetime Achievement Award der American Association of Teachers of Spanish and Portuguese[4]

## Veröffentlichungen
Lyrik
Gedichtbände
- Conchali. Senda Nueva de Ediciones, New York 1980. ISBN 0-918454-23-9.
- Brujas y algo más / Witches and Other Things. Zweisprachige Ausgabe. Mit Übersetzungen ins Englische von Cola Franzen. Latin American Literary Review Press, Pittsburg 1984. ISBN 0-935480-16-1.
- Hogueras. Editorial Universitaria, Santiago de Chile 1986. ISBN 84-8340-110-X. Zweisprachig aufgelegt als Hogueras / Bonfires, mit Übersetzungen ins Englische von Naomi Lindstrom und einer Einleitung von Juan Villegas, Bilingual Press / Editorial Bilingüe, Tempe 1990, ISBN 0-927534-07-X.
- Yvette E. Miller (Hrsg.): Women of Smoke / Mujeres de Humo. Zweisprachige Ausgabe. Mit Übersetzungen ins Englische von Naomi Lindstrom. Latin American Literary Review Press, Pittsburg 1988. ISBN 0-935480-34-X.
- Zones of Pain / Las Zonas del Dolor. Zweisprachige Ausgabe. Mit Übersetzungen ins Englische von Cola Franzen. White Pine Press, Fredonia 1988. ISBN 0-934834-38-5.
- Generous Journeys. Zweisprachige Ausgabe. Mit Übersetzungen ins Englische von Cola Franzen. Illustriert von Emma Sepúlveda-Pulvirenti. University of Nevada Press, Las Vegas 1991. ISBN 99946-2-224-2.
- Circles of Madness: Mothers of the Plaza de Mayo / Cíirculos de Locura: Madres de la Plaza de Mayo. Zweisprachige Ausgabe. Mit Übersetzungen ins Englische von Celeste Kostopulos-Cooperman und Fotografien von Alicia D'Amico und Alicia Sanguinetti. White Pine Press, Fredonia 1992. ISBN 1-877727-17-2.
- Sargazo / Sargasso. Zweisprachige Ausgabe. Mit Übersetzungen ins Englische von Cola Franzen. White Pine Press, Fredonia 1993. ISBN 1-877727-27-X.
- Toward the Splendid City. Zweisprachige Ausgabe. Mit Übersetzungen ins Englische von Richard Schaaf. Bilingual Press/Editorial Bilingüe, Tempe 1994. ISBN 0-927534-46-0.
- Dear Anne Frank. Zweisprachige Ausgabe. Mit Übersetzungen ins Englische von Richard Schaaf. Azul Press, Washington, D. C. 1994. ISBN 0-9632363-6-9. Erweiterte Auflage 1998, mit zusätzlichen Übersetzungen von Cola Franzen und Mónica Bruno. Brandeis University Press, Hanover 1998. ISBN 0-87451-857-1.
- Noche Estrellada. Lom Ediciones, Santiago de Chile 1996. ISBN 956-7369-77-1. Englischsprachig aufgelegt als Starry Night: Poems, übersetzt von Mary G. Berg, White Pine Press, Fredonia 1996, ISBN 1-877727-66-0.
- Las Chicas Desobedientes. Ediciones Torremozas, Madrid 1997. ISBN 84-7839-193-2.
- El Consejo De Las Hadas / Council of the Fairies. Zweisprachige Ausgabe. Mit Übersetzungen ins Englische von Mónica Bruno Galmozzi. Mit einem Vorwort von Elena Poniatowska. Azul Editions, Falls Church 1997. ISBN 1-885214-10-3.
- Melodious Women. Übersetzt von Mónica Bruno Galmozzi. Latin American Literary Review Press, Pittsburg 1997. ISBN 0-935480-91-9.
- An Absence of Shadows. Zweisprachige Ausgabe. Mit Übersetzungen ins Englische von Celeste Kostopulos-Cooperman, Cola Franzen und Mary G. Berg. White Pine Press, Fredonia 1998. ISBN 1-877727-92-X.
- Lluvia en el Desierto / Rain in the Desert. Zweisprachige Ausgabe. Mit Übersetzungen ins Englische von Celeste Kostopolus-Cooperman. Sherman Asher Publishing, Santa Fe 1999. ISBN 1-890932-09-4.
- The Angel of Memory / El Ángel de la Memoria. Zweisprachige Ausgabe. Mit Übersetzungen ins Englische von Brigid A. Milligan und Laura Rocha Nakazawa. Mit einem Vorwort von Elizabeth Horan. Wings Press, San Antonio 2001. ISBN 0-930324-75-7.
- Poems for Josefina / Poemas para Josefina. Zweisprachige Ausgabe. Mit Übersetzungen ins Englische von Betty Jean Craige. Sherman Asher Publishing, Sante Fe 2004. ISBN 1-889921-18-1.
- Mother, Speak to Us About War / Madre, Hablanos De La Guerra. Zweisprachige Ausgabe. Mit Übersetzungen ins Englische von Betty Jean Craige. Sherman Asher Publishing, Santa Fe 2006. ISBN 978-1-890932-32-9.
- Secrets in the Sand: The Young Women of Ciudad Juárez. Zweisprachige Ausgabe. Mit Übersetzungen ins Englische von Celeste Kostopolus-Cooperman. Mit einer Einleitung der Übersetzerin. White Pine Press, Buffalo 2006. ISBN 978-1-893996-47-2.
- Among the Angels of Memory / Entre los Ángeles de la Memoria. Zweisprachige Ausgabe. Mit Übersetzungen ins Englische von Laura Rocha Nakazawa. Mit einer Einleitung von Roberto Bonazzi. Wings Press, San Antonio 2006. ISBN 978-0-916727-13-0.
  - Engel der Erinnerung. Aus dem Spanischen übersetzt von Simone Reinhard. Verlag Hans Schiller, Berlin / Tübingen 2016. ISBN 978-3-89930-030-7.
- The Light of Desire / La Luz del Deseo. Zweisprachige Ausgabe. Mit Übersetzungen ins Englische von Lori Marie Carlson. Swan Isle Press, Chicago 2010. ISBN 978-0-9748881-7-0.
- Harbors of Light / Puertos de Luz. Zweisprachige Ausgabe. Mit Übersetzungen ins Englische von E. O. O’Connor. White Pine Press, Buffalo 2016. ISBN 978-1-935210-87-0.
- The White Islands / Las Islas Blancas. Zweisprachige Ausgabe. Mit Übersetzungen ins Englische von Jacqueline Nanfito. Mit einem Nachwort von Michal Held. Swan Isle Press, Chicago 2016. ISBN 978-0-9833220-9-2.
- Braided Memories / Memorias Trenzadas. Zweisprachige Ausgabe. Mit Übersetzungen ins Englische von Alison Ridley. Mit Fotografien von Samuel Shats. Solis Press, Tunbridge Wells 2020. ISBN 978-1-910146-39-2.

Werksausgaben
- Celeste Kostopulos-Cooperman (Hrsg.): At the Treshold of Memory: A Bilingual Critical Anthology of New and Selected Poems. Zweisprachige Ausgabe. Mit Übersetzungen ins Englische von der Herausgeberin, Mary Berg, Mónica Bruno Galmozzi, Cola Franzen, Naomi Lindstrom, Laura Nakazawa und Richard Schaaf. Mit einer Einleitung der Herausgeberin. White Pine Press, Buffalo 2003. ISBN 1-893996-62-X.

Kurzgeschichten
- La Felicidad. Editorial Cuarto Propio, Santiago de Chile 1991. In englischsprachiger Übersetzung von Elizabeth Horan erschienen unter dem Titel Happiness: Stories, mit einer Einleitung der Übersetzerin, White Pine Press, Fredonia 1993, ISBN 1-877727-34-2.
- Las Alfareras.  Editorial Cuarto Propio, Santiago de Chile 1994. ISBN 956-260-063-7. In englischsprachiger Übersetzung von Diane Russell-Piñeda erschienen unter dem Titel Women in Disguise: Stories, Azul Editions, Falls Church 1996, ISBN 1-885214-01-4.

Kinderliteratur
- I Lived on Butterfly Hill. Übersetzt von E.M. O’Connor. Illustriert von Lee White. Atheneum Books for Young Readers, New York 2014. ISBN 978-1-4169-5344-9.
- Ana Reimaginando: El Diario De Ana Frank. Mit Illustrationen von Francisca Yáñez. Das Kapital Ediciones, Santiago de Chile 2015. ISBN 978-956-8835-54-5.
  - Anne und die Farben des Nebels: Frei nach dem Tagebuch der Anne Frank. Übersetzt von Simone Reinhard. Mit Illustrationen von Francisca Yáñez. Schiller & Mücke, Berlin / Tübingen 2020. ISBN 978-3-89930-381-0.
- El Arbol Florido. Editorial Mis Raices, Santiago de Chile 2018. ISBN 978-956-9002-25-0. In englischsprachiger Übersetzung von Alison Ridley erschienen unter dem Titel The Flowering Tree, mit Illustrationen von Francisca Yañez, Editorial Mis Raices, Santiago de Chile 2018. ISBN 978-956-9002-31-1.
- The Maps of Memory: Return to Butterfly Hill. Übersetzt von Alison Ridley. Illustriert von Lee White. Atheneum/Caitlyn Dlouhy Books, New York 2020. ISBN 978-1-4814-6901-2.
- Las Arpilleras: Una Historia con Hilo y Aguja. Mit Illustrationen von Cynthia Imaña. Editorial Mis Raices, Santiago de Chile 2021. ISBN 978-956-9002-53-3.

Memoiren
- Sagrada Memoria: Reminiscencias de una Niña Judia en Chile. Editorial Cuarto Propio, Santiago de Chile 1994. ISBN 956-260-055-6. In englischsprachiger Übersetzung von Celeste Kostopolus-Cooperman erschienen unter dem Titel A Cross and a Star: Memoirs of a Jewish Girl in Chile, University of New Mexico Press, Albuquerque 1995. ISBN 0-8263-1573-9.
- Always from Somewhere Else: A Memoir of My Chilean Jewish Father. Übersetzt von Celeste Kostopulos-Cooperman. Mit einem Vorwort von Elizabeth Horan. Feminist Press, New York 1998. ISBN 1-55861-195-9.
- The Alphabets in the Hand: A Writing Life. Rutgers University Press, New Brunswick 1999. ISBN 0-8135-2704-X.
- mit Emma Sepúlveda: Amigas: Letters of Friendship and Exile. Übersetzt von Bridget M. Morgan. The University of Texas Press, Austin 2001. ISBN 0-292-70506-9.
- Of Earth and Sea: A Chilean Memoir. Übersetzt von Roberta Gordenstein. The University of Arizona Press, Tucson 2009. ISBN 978-0-8165-2666-6.

Sachliteratur
- Scraps of Life: Chilean Arpilleras. Williams-Wallace, Toronto 1987. ISBN 0-88795-061-2.
  - Arpilleras: Lebensbilder aus Chile. Frauenbewegung und Diktatur. Übersetzt von Gisela Ottmer. Mit einem Vorwort von Margarita Papandreou und einem Bericht von Valentina Bone. Labyrinth, Braunschweig 1989. ISBN 3-9801010-1-0.
- The Mothers of Plaza de Mayo (Linea Fundadora): The Story of Renée Eppelbaum, 1976–1985. Übersetzt von Janice Molloy. Williams-Wallace, Toronto 1989. ISBN 0-88795-081-7.
- Tapestries of Hope, Threads of Love: The Arpillera Movement in Chile, 1974–1994. Übersetzt von Celeste Kostopulous-Cooperman. Mit einem Vorwort von Isabel Allende. University of New Mexico Press, Albuquerque 1996. ISBN 0-8263-1692-1.
- Mary G. Berg (Hrsg.): Uncertain Travelers: Conversations with Jewish Women Immigrants to America. In Teilen übersetzt von der Herausgeberin. Brandeis University Press, Hanover 1999. ISBN 0-87451-945-4.

Essays
- Ashes of Revolt: Essays on Human Rights. Übersetzt von Mónica Bruno Galmozzi, Jo-Marie Burt, Lori M. Carlson, Mark Fried, Celeste Kostopulous-Cooperman, Deirdre McFadyden, Janice Molloy, Barbara E. Pierce, Diane Russell-Piñeda, Richard Schaaf, Margaret Stanton und Paula M. Vega Guerra. Mit einer Einleitung von Diane Russell-Piñeda. White Pine Press, Fredonia 1996. ISBN 1-877727-56-3.
- Invisible Dreamer: Memory, Judaism & Human Rights. Sherman Asher Publishing, Santa Fe 2002. ISBN 1-890932-19-1.

Kritik
- Pablo Neruda. Übersetzt von Lorraine Ross. Twayne Publishers, Boston 1986. ISBN 0-8057-6620-0.
- Silencio e Imaginación: Metáforas de la Escritura Femenina. Editorial Katún, Mexiko-Stadt 1986. ISBN 968-85004-9-6.
- mit Inez Dolz Blackburn: Violetta Parra: Santa de Pura Greda. Planeta, Santiago de Chile 1988. ISBN 956-247-016-4.
- La Literatura y los Derechos Humanos: Aproximaciones, Lecturas y Encuentros. Editorial Universitaria Centroamericana, San José 1989. ISBN 9977-30-139-5.
- Women of Smoke: Latin American Women in Literature and Life. Übersetzt von Janice Molloy. Williams-Wallace, Toronto 1989. ISBN 0-88795-075-2.

Herausgeberschaften
- mit Elena Gascón Vera und Joy Renjilian Burgy: María Luisa Bombal: Apreciacones Críticas. Bilingual Press / Editorial Bilingüe, Tempe 1987. ISBN 0-916950-73-5.
- Landscapes of a New Land: Short Fiction by Latin American Women. White Pine Press, Buffalo 1989. ISBN 0-934834-96-2.
- Secret Weavers: Stories of the Fantastic by Women of Argentina and Chile. White Pine Press, Fredonia 1992. ISBN 1-877727-15-6.
- Surviving Beyond Fear: Women, Children, and Human Rights in Latin America. White Pine Press, Fredonia 1993. ISBN 1-877727-25-3.
- Gabriela Mistral: A Reader. Mit Übersetzungen von Maria Giachetti. White Pine Press, Fredonia 1993. ISBN 1-877727-18-0.
- These Are Not Sweet Girls: Poetry by Latin American Women. White Pine Press, Fredonia 1994. ISBN 1-877727-38-5.
- A Dream of Light and Shadows: Portraits of Latin American Women Writers. University of New Mexico Press, Albuquerque 1995. ISBN 0-8263-1633-6.
- mit Nancy Abraham Hall: A Necklace of Words: Short Fiction by Mexican Women. White Pine Press, Fredonia 1997. ISBN 1-877727-73-3.
- Las Palabras de Miriam: Voces de Poetas Judías Latinoamericanas. Ediciones Torremozas, Madrid 1999. ISBN 84-7839-228-9. In einer zweisprachigen Ausgabe mit Übersetzungen editiert von Roberta Gordenstein erschienen unter dem Titel Miriam’s Daughters: Jewish Latin American Women Poets, Sherman Asher Publishing, Santa Fe 2001, ISBN 1-890932-13-2.
- Passion, Memory, and Identity: Twentieth-Century Latin American Jewish Women Writers. University of New Mexico Press, Albuquerque 1999. ISBN 0-8263-2045-7.
- The House of Memory: Stories by Jewish Women Writers of Latin America. Mit Übersetzungen editiert von Elizabeth Rosa Horan. Feminist Press, New York 1999. ISBN 1-55861-209-2.
- A Map of Hope: Women’s Writing on Human Rights – An International Literary Anthology. Mit einem Vorwort von Mary Robinson. Rutgers University Press, New Brunswick 1999. ISBN 978-0-8135-2626-3.
- Memory, Oblivion, and Jewish Culture in Latin America. University of Texas Press, Austin 2005. ISBN 0-274-69462-X.
- Writing Toward Hope: The Literature of Human Rights in Latin America. Yale University Press, New Haven 2006. ISBN 0-300-10942-3.
- A Sea of Voices: Women Poets of Israel an International Anthology. Sherman Asher Publishing, Santa Fe 2008. ISBN 978-1-890932-36-7.
- Home: An Imagined Landscape. Solis Press, Tunbridge Wells 2016. ISBN 978-1-910146-18-7.